# 契卡洛韋 (海尼切斯克區)
46°28′47″N 34°10′58″E / 46.47972°N 34.18278°E
多恩堡（烏克蘭語：Дорнбург），2024年9月前名为契卡洛韦（烏克蘭語：Чкалове），是位於烏克蘭南部的村莊，由赫爾松州海尼切斯克區的新特羅伊茨凱市鎮負責管轄。該村始建於1936年，面積15.7平方公里，海拔高度33米，2001年人口2,691，人口密度每平方公里171.8人。
2024年9月19日，乌克兰最高拉达将此村的名字改为多恩堡。